# Noah Kalina
Noah Kalina, né en 1980, est un photographe New Yorkais qui a gagné la célébrité en 2006 grâce à sa vidéo publiée sur internet intitulée Everyday.
Noah Kalina a pris une photographie de lui-même chaque jour depuis le 11 janvier 2000. Il était alors âgé de 19 ans. La vidéo présente ses photographies jusqu'au 31 juillet 2006. La vidéo retrace rapidement (dans un ordre chronologique) l'évolution de son visage dans le temps avec une musique au piano de la musicienne Carly Comando, son ex-petite amie. Dans toute la compilation, la tête de Noah Kalina est toujours au centre de la vidéo sans aucune expression particulière. La vidéo a été mise en ligne le 27 août 2006 sur YouTube (après une mise en ligne sur Vimeo). Alors que la 1re vidéo "Everyday" de Noah Kalina s'étendait sur une période de 6 ans, il a, depuis, publié une nouvelle vidéo en septembre 2012, reprenant la précédente et la prolongeant de 6 ans et demi soit une série de photos de son visage sur 12 ans et demi.

## Statistiques
En janvier 2007, sa vidéo était la 51e vidéo la plus regardée sur YouTube.
En février 2007, sa vidéo était la 37e vidéo la plus regardée sur YouTube.
Le 25 février 2007, sa vidéo sur YouTube a été vue près de 5 176 250 fois.
Le 25 décembre 2007, sa vidéo sur YouTube a été vue près de 7 681 592 fois.
Les distinctions décernées par la plate-forme de YouTube:
- 53 - Le plus de commentaires écrits (toutes périodes) - Monde
- 3 - Le plus de commentaires écrits (toutes périodes) - Films et animations - Monde
- 5 - Les plus regardées (toutes périodes) - Films et animations - Monde
- 5 - Les préférées (toutes périodes) - Films et animations - Monde

Il y a plus de 25 millions de personnes qui ont vu sa vidéo.

## Référence
Dans l'épisode 9 de la saison 19 des Simpsons (Eternal Moonshine of the Simpson Mind), Homer, qui tente de se suicider, voit sa vie défiler à la manière de la vidéo de Noah Kalina et avec la même musique de fond.